# Петер Розай
Петер Розай (на немски: Peter Rosei) е австрийски писател, автор на романи, есета и пиеси.

## Биография
Петер Розай е син на железничар и притежателка на магазин. Израства във Виена, където завършва гимназия. После следва право във Виенския университет. През 1968 г. става доктор на правните науки.
От 1969 до 1971 г. е секретар и мениджър на виенския художник Ернст Фукс. След 1972 г. жевее във Виена, от 1975 до 1981 г. в Бергхайм край Залцбург, а после отново във Виена като писател на свободна практика. От неговия залцбургски период датира близкото му приятелство с писателя Ханс Карл Артман, което продължава до смъртта му през 2000 г.
Розай предприема продължителни пътувания. Между другото е Writer in Residence в американски университети, преподава в Япония, после в Университета за приложно изкуство във Виена, както и във Виенския университет.
Женен е и има един син. Със съпругата си живее в Италия и превежда от италиански.
Петер Розай създава едно от най-обширното творчество в новата литература на немски език. Наред с творбите на Томас Бернхард, Петер Хандке и Елфриде Йелинек неговите произведения са представителни за времето си.

## Награди и отличия
- 1973: „Австрийска държавна награда за литература“
- 1973: „Рауризка литературна награда“
- 1980: Literaturpreis des Kulturfonds der Landeshauptstadt Salzburg
- 1986: Elias-Canetti-Stipendium der Stadt Wien
- 1987: Literaturpreis der Salzburger Wirtschaft
- 1990: „Австрийска награда за художествена литература“
- 1993: „Награда Франц Кафка“
- 1996: Österreichisches Ehrenkreuz für Wissenschaft und Kunst
- 1996: „Литературна награда на Виена“
- 1999: „Награда Антон Вилдганс“
- 2006: Österreichisches Ehrenkreuz für Wissenschaft und Kunst I. Klasse
- 2016: Großes Ehrenzeichen für Verdienste um die Republik Österreich